# Arterias palpebrales laterales
Las arterias palpebrales externas o palpebrales laterales son arterias que se originan en la arteria lagrimal. No presentan ramas.

## Distribución
Se distribuyen hacia la conjuntiva y los párpados.